# Nothoprocta ornata
Il tinamo ornato (Nothoprocta ornata (G.R.Gray, 1867))  è un uccello  della famiglia Tinamidae.

## Descrizione
Lunghezza: 31–35 cm.

Peso: 444-700 g (maschio), 593-761 g (femmina).

## Distribuzione e habitat
Perù, Bolivia occidentale, Cile settentrionale, Argentina nord-occidentale.

## Sistematica
Sono note 3 sottospecie:
- Nothoprocta ornata branickii Taczanowski, 1875 - diffusa nel Perù centrale
- Nothoprocta ornata ornata (Gray, 1867 - diffusa nel Perù meridionale, Bolivia occidentale e Cile settentrionale
- Nothoprocta ornata rostrata Berlepsch, 1907 - diffusa in Bolivia meridionale e Argentina nord-occidentale

Le sottospecie  N. o. jimenezi e N. o. labradori vengono attualmente incluse in N. o. ornata.